# Молтон, Томас (судья)
То́мас де Мо́лтон (Мултон) (англ. Thomas de Moulton; умер в 1240) — английский землевладелец и судья, шериф Линкольншира в 1205—1208 годах, шериф Камберленда и констебль замка Карлайл в 1233—1236 годах, главный судья суда общегражданских исков в 1229—1233 и 1234—1236 годах. В юности он считался храбрым рыцарем, принимая участие в различных военных компаниях Иоанна Безземельного. Купив себе должность шерифа Линкольншира, Томас попытался разбогатеть, но только накопил долгов перед короной. Из-за них, а также плохого управления графством в качестве шерифа, он был смещён с должности и провёл 2 года в заключении в Рочестерском замке. В 1215 году Томас присоединился к восставшим против короля баронам, но попал в плен, а его владения были конфискованы. Свободу он получил только в марте 1217 год, а владения были ему возвращены в сентябре того же года.
Во время правления короля Генриха III стал главным королевским уполномоченным в Северной Англии, выполняя обязанности объездного судьи в разных графствах, а также стал судьёй королевского суда в Вестминстере, дослужившись до должности главного судьи суда общегражданских исков. Кроме того, он занимал ряд административных должностей в Камберленде, в том числе был шерифом графства. Благодаря опеке над наследницами Ричарда де Люси из Эгремонта, которых Томас выдал замуж за своих сыновей от первого брака, ему удалось расширить владения семьи в Северной Англии. Позже он ещё и женился вторым браком на матери девушек. За то, что этот брак был заключён без разрешения короля, Томас был оштрафован на тысячу марок. Но брак принёс ему прибыльную должность хранителя лесов Камберленда, что способствовало росту его богатства. Матвей Парижский сообщает, что Томас к концу жизни стал очень богатым человеком, и намекает, что тот далеко не всегда был щепетилен в методах приобретения богатства. В 1236 году Томас был смещён с поста шерифа, а позже лишился и должности главного судьи. Он умер через несколько лет после этого.
От трёх сыновей Томаса пошли 3 ветви рода, представители которых в конце XIII — начале XIV века получили баронские титулы.

## Происхождение
Томас происходил из линкольнширского рыцарского рода Молтонов (Мултонов). Его дед, Ламберт де Молтон (умер в 1166/1167) и отец, Томас де Молтон (умер до 1198), владели землями в онорах Болингброк и Ричмонд в Йоркшире, а также Холланд в Линкольншире. Мать Томаса звали Элеонора, она владела недвижимостью в Бостоне.

## Ранняя карьера
Год рождения Томаса неизвестен. Отцовские владения он унаследовал не позже 1198 года.
В источниках Томас появляется в начале правления Иоанна Безземельного. В 1202—1203 годах он уже имел рыцарское звание и принимал участие в сражениях в Нормандии. В 1211 году он воевал в Уэльсе, а в 1214 — в Пуату. В 1205 году Томас купил на 7 лет себе должность шерифа Линкольншира, заплатив 500 марок и обещая выплачивать 300 марок в год, а также отдав 5 боевых коней. На ней он проявил себя как неудачливый финансовый делец, пытаясь продавать должности и предлагая другие услуги, однако ожидаемой прибыли так и не получил. Более того, у него возникли проблемы с собираемым в качестве шерифа с местного дворянства выплатами, которые он должен был передавать короне. И это была не единственная задолженность: в 1206 году он вместе с другими местными дворянами обещал короне 500 марок за покупку земли в Фенских болотах. Из-за долгов короне, а также плохого управления графством в качестве шерифа, 21 июля 1208 года король приказал сместить Томаса с должности и заключить его в Рочестерский замок до уплаты полной суммы. Свободу он получил только в 1210 году, когда смог договориться с казначейством о погашении долгов.
Позже Томасу удалось вернуть некоторую королевскую благосклонность, в результате чего 25 февраля 1213 года он был назначен расследовать случаи вымогательства шерифов Линкольншира и Йоркшира, а в 1214 году — потери церкви в Линкольнской епархии из-за наложенного папой интердикта.

## Баронская война
Оставшиеся перед короной долги, а также дружба со своим соседом, Симоном Каймом, привели к тому, что в 1215 году Томас присоединился к другим баронам Северной Англии, восставших против Иоанна Безземельного. В числе других мятежников он прибыл на пасху в Стэмфорд, из-за чего в 1216 году попал под отлучение от церкви папой Иннокентием III.
30 ноября 1215 года Томас вместе с сыном Аланом попал в плен при захвате королевской армией Рочестерского замка. Король передал его под охрану Пьера де Моле, поместившего пленника в замок Корф, а его земли были переданы Ранульфу де Блондевилю, графу Честеру. Несмотря на усилия сыновей, пытавшихся добиться освобождения отца, Молтон пробыл в заключении до конца Гражданской войны. Только после восхождения на престол Генриха III Томасу удалось достичь соглашения с короной, после чего 29 марта 1217 года получил свободу. Его владения в июне того же года были переданы под управление бывшего мятежника Уильяма д’Обинье, который поддержал просьбу Молтона о возвращении ему владений за выкуп в 300 марок. В итоге земли были возвращены ему 3 сентября.

## Расширение владений
Как и его предки, Томас активно пытался расширить свои владения за счёт болотистой местности южного Линкольншира, сооружая там дамбы и дренаж. Кроме того, около 1200 года он смог арендовать некоторые другие владения в Линкольншире и Ланкашире. Главной резиденцией Томаса был замок Молтон, который он, возможно, и построил, а позже расширил.
Ещё до 1200 года Томас женился на Саре, дочери Ричарда Флита, судебного пристава графа Линкольна. От этого брака у него родилось трое сыновей и дочь. В 1214 году ему удалось за тысячу марок получить опеку над двумя дочерьми Ричарда де Люси из Эгремонта (умер в 1213). После освобождения Томас не позже 10 марта 1218 года женился на матери девочек, Аде де Морвиль, дочери Хью де Морвиля, барона Бруфа в Камберленде. Судя по всему, свадьба состоялась в тот период, когда Камберленд был в конце Баронской войны оккупирован войсками шотландского короля Александра II, в результате разрешения на брак от короля Англии он не получил. За незаконный брак вдовой, находящейся под опекой английской короны, Томаса оштрафовали на тысячу марок. Поскольку Молтон поддерживал регентский совет, правивший королевством от имени малолетнего Генриха III, ему было разрешено выплачивать этот штраф частями. В итоге к моменту своей смерти он ещё оставался должен казначейству более 68 фунтов.
Брак с Адой принёс Томасу прибыльную должность хранителя лесов Камберленда, что способствовало росту его богатства. Кроме того, находящиеся под его опекой дочери Ады, которых он выдал замуж за своих двух сыновей, Ламберта и Алана, претендовали в качестве наследниц Элис де Румили, бабушки их отца, на обширные владения в Северной Англии, включая Скиптон в Йоркшире и Эгремонт и Папкасл в Камберленде. После долгих судебных баталий Элис, жена Алана, получила половину Папкасла, а жена Ламберта Амабель — Эгремонт.
Матвей Парижский сообщает, что Томас без колебаний расширял свои владения за счёт земель соседнего Кроулендского аббатства. Кроме того, в 1222 году юстициарий Хьюберт де Бург упрекал его в письме, что тот в качестве лесничего Камберленда обогащается за счёт короля.

## Королевский судья
Во время правления Генриха III Томас стал главным королевским уполномоченным в Северной Англии. В 1218—1219 годах он выполнял обязанности объездного судьи Камберленда, Уэстморленда, Ланкашира, Йоркшира и Нортумберленда. До августа 1234 года Томас периодически был объездным судьёй в разных графствах.
В 1224 году Молтон стал постоянным судьёй королевского суда в Вестминстере, быстро став одним из старших судей суда общегражданских исков. Хотя у него не было юридического образования, Томас быстро приобрёл знания благодаря практическому опыту работы шерифом, а также участию в многочисленных судебных процессах, касающихся как земельных споров, так и других споров. Уже к 25 февраля 1225 года он стал самым высокопоставленным судьёй после Мартина Паттишоллского. В этот период у Томаса, судя по всему, были хорошие отношения с английским правительством, поскольку он часто выступал в качестве свидетеля многочисленных королевских документов, особенно до 1230 года. В частности, в 1225 году Молтон засвидетельствовал подтверждение «Великой хартии вольностей». В том же году он засвидетельствовал лесную хартию, регулирующую использование королевских лесов, поскольку он имел опыт работы хранителем лесов и судьи лесов в Камберленде. Для этого Томас провёл несколько судебных поездок по нескольким графствам.
В 1229 году Мартин Паттишоллский вышел в отставку, после чего главным судьёй суда общегражданских исков стал Молтон. После того как в 1232 году Пьеру де Рошу удалось сместить с поста юстициария Англии Хьюберта де Бурга, он начал продвигать на разные посты своих сторонников. Среди заменённых оказался и Томас, на место которого поставили Уильяма де Рейли. Впрочем, в этот период Молтону удалось расширить своё влияние в Северной Англии, получив в том же 1233 году должности шерифа Камберленда и констебля замка Карлайл. После же падения де Роша Томас осенью 1234 году вновь занял должность главного судьи.
В 1236 году Тайный совет под влиянием Уильяма Савойского уволил многих шерифов и чиновников. В их числе оказался и Томас. Осенью того же года ему пришлось оставить и должность главного судьи. Последнее известное назначение Молтона относится к весне 1238 года, когда он от имени Генриха III объезжал королевские поместья в Камберленде, поскольку по условиям Йоркского договора некоторые английские владения должны были отойти к Шотландии.

## Наследство
Матвей Парижский сообщает, что Томас умер в 1240 году, указывая, что в юности тот был отважным рыцарем, а позже стал очень богатым человеком и искусным юристом. При этом хронист намекает, что Молтон далеко не всегда был щепетилен в методах приобретения богатства. Несмотря на проблемы с Кроулендским аббатством, он был благотворителем камберлендских цистерцианских монастырей Холмкултрам и Колдер, а также нескольких церковных владений в Линкольншире, в том числе госпиталя Святого Иоанна в Бостоне, аббатства Борн, монастырей Буллингтон и Спалдинг.
Наследником родовых владений Томаса стал его сын Ламберт, получивший в качестве приданого жены также баронию Эгремонт. Он был предком баронов Мултон из Эгремонта. Второй сын, Алан, получивший за женой половину поместья Папкасл, оставил сына Томаса, принявшего фамилию матери — Люси. Его потомками были бароны Люси из Кокермута. Третий сын, Томас, избрал церковную карьеру. Единственный же сын от второго брака, Томас II, был предком баронов Мултон из Гисленда.

## Брак и дети
1-я жена: с около 1190 Сара де Флит, дочь Ричарда Флита, судебного пристава графа Линкольна, и Юлианы. Дети:
- Ламберт де Мултон[англ.] (умер до 16 ноября 1246), феодальный барон Мултон и Эгремонт, предок баронов Мултон из Эгремонта[3][11].
- Алан де Мултон[англ.] (умер после 1250), предок баронов Люси из Кокемута[3][11].
- Томас де Мултон, клерик[3].
- Джулия де Мултон; муж: сэр Роберт де Ваваскур[3].

2-я жена: до 13 августа 1218 Ада де Морвиль (умерла после 20 февраля 1227), дочь Хью де Морвиля, барона Бруфа, и Элвизы де Стутвиль, вдова Ричарда де Люси из Эгремонта. Дети:
- Томас II де Мултон[англ.] (умер в 1271), родоначальник ветви баронов Гисленда[3][11].